# Карикатурный скандал в Иране (2006)
Карикатурный скандал в Иране возник вокруг опубликованной 12 мая 2006 года в воскресном детском выпуске «Кудек» («Младенец») официальной газеты «Иран» карикатуры, высмеивающей азербайджанский язык. На рисунке изображён мальчик, пытающийся говорить с тараканом якобы на тараканском языке, на что таракан отвечает по-азербайджански «Nəmənə?» («Что?»).

## Причины
В официальной газете «Иран» Исламской Республики Иран 12 мая 2006 года в воскресном детском выпуске «Кудек» («Младенец») была опубликована карикатура Мана Нейестани с заголовком «Что мы должны сделать, чтобы тараканы нас не отараканили?». На рисунке изображён мальчик, который спрашивает у таракана якобы на тараканском языке: «Soosoo soosking sisko sooski sooskung?», на что таракан отвечает по-азербайджански «Nəmənə?» («Что?»). Мальчик не понимает, что говорит таракан и карикатура продолжается так:
«Приближаются жаркие летние дни. Снова нас будут окружать тараканы. Тараканы — не животные, которых следует бояться. Но проблема в том, что они безликие, никто не знает, что с ними делать. Для этого мне нужно научить вас некоторым тактикам, чтобы тараканы вас не отараканили. Проблема в том, что тараканы не понимают человеческого языка. Из-за того, что язык тараканов сложен для понимания, 80 % из них предпочитают говорить на других языках, а не на своем собственном. Как понять их, если тараканы не могут понять даже свой собственный язык?! По этой причине с ними сложно что-то обсудить устно и сладкие методы, связанные с насилием, неизбежны».
После того, как этот рисунок определяет таракана как азербайджаноязычного, остальные 8 рисунков продолжают графически и отвратительно обсуждать, как тараканы живут в туалетах, едят экскременты и так далее, и как с ними должен обращаться цивилизованный человек. Человеку, являющемуся тюрком, азербайджанцем, который прочтёт комикс внимательно нетрудно оскорбиться.

## Протесты

Массовая демонстрация азербайджанцев в Тебризе, вызванная карикатурой в газете «Иран»

Изначальные призывы к извинениям со стороны различных групп в Южном Азербайджане оставались неуслышанными газетой на протяжении недели. В конечном итоге, негативная реакция газеты на призывы извиниться была опубликована в понедельник, 22 мая, что привело к полуденным демонстрациям в Тебризе. Беспорядки были минимально организованы, как минимум в Тебризе, и они начались в университетских кампусах, где студенты ксерокопировали страницу с комиксом,  распространили её и потребовали извинения. Весть о комиксе распространилась изустно. Интенсивное использование мобильных телефонов и смсок было таким эффективным, что власти блокировали мобильную связь на протяжении нескольких дней. Первая общегородская демонстрация началась в 4 дня в понедельник возле улицы Расте Кюче, на Мейдани-намаз (Молитвенной площади) перед базаром и вокруг Тебризского университета. Тебризский базар был рано закрыт, и держатели лавок и другие присоединились к демонстрантам, направлявшимися к канцелярии генерал-губернатора. Генерал-губернатор и другие решили не выходить и отвечать демонстрантам, что ещё больше вывело их из себя. Рыночные протестанты хлынули на главную магистраль города, и к ним присоединились различные другие группы, направлявшиеся к Тебризскому университету. Аналогично, другие группы направлялись из района университета к центру города. Когда две группы встретились на главном перекрёстке, они столкнулись с полицейскими, использовавшими слезоточивый газ и дубинки для остановки и рассеивания демонстрантов, и вспыхнуло насилие. Столкновения привели к сожжению полицейских машин, банков и к выбиванию окон магазинов. В течение нескольких последовавших дней столкновения шли по всему городу, в то время как из Тегерана должны были быть доставлены специальные силы для борьбы с беспорядками. Они были усилены коричневорубашечными нерегулярными силами из-за пределов города, размещёнными в мечетях на протяжении нескольких ночей и снабжёнными цепями, кабелями и дубинками для избиения демонстрантов и невиновных прохожих. Демонстранты были необычно жестоко избиты после того, как полицейские окружили предполагаемых персон-вдохновителей и лидеров. Распространились слухи, что для обуздания ситуации были доставлены полицейские-персы а не азербайджанцы. Схожие жестокие столкновения произошли в городе Урмия, где была сожжена государственная телестудия. Демонстрации и марши также прошли в Мияндуабе, Маранде, Ахаре, Ардебиле, Сулдузе, Мараге, Мияне, Зенджане и во многих других городах и городках. Демонстрации были особенно жестокими в Маранде и Ардебиле.
Главным требованием демонстрантов было извинение от газеты «Иран» и от художника. Из-за того, что газета «Иран» является официальным печатным органом самого иранского правительства, извинение приняло несколько иное значение. Когда извинение было наконец-то принесено, было уже слишком поздно. К тому времени протест набрал такой размах, что могло удовлетворить только признание, утверждение или извинение от правительства и Верховного Руководителя, «рахбара» аятоллы Хаменеи. Спикер парламента господин Хаддад Адиль появился по государственному телевидению в одной из азербайджанско-ардебильских мечетей Тегерана и восхвалял всех азербайджанцев за их поддержку революции, войны с Ираком и их патриотизм. В конечном итоге 28 мая сам «рахбар» аятолла Хаменеи обратился к нации по поводу событий в Азербайджане, вновь восхваляя азербайджаноязычных за их религиозность, патриотизм и трудолюбие, и обвинил зарубежные силы в провоцировании беспорядков. Говоря на азербайджанском, он изложил свою (и государственную) версию лозунгов демонстрантов: «Azərbaycan canbaz inqilabdan ayrılmaz» («Патриотичный Азербайджан не отделится от Исламской революции») и «Azərbaycan oyaqdır inqilaba dayaqdır» («Азербайджан бодрствует и поддерживает революцию»). Демонстранты быстро ответили «Azərbaycan oyaqdır öz dilinə dayaqdır, farslar bizə qonaqdır», «Azərbaycan oyaqdır öz dininə dayaqdır» («Азербайджан бодрствует и поддерживает свой язык и религию; персы наши гости»). Более экономически ориентированным лозунгом было «Soğan, yeralma bir qiymət, meyvədə bir qiymət, daş başına biqeyrət» («Лук, картофель по одной цене, фрукты по другой, камень на твою голову, бесчестный»), или более ультранационалистическим лозунгом было «Fars, rus, erməni, Azərbaycan düşməni» («Персы, русские и армяне являются врагами Азербайджана»).

## Последствия
Когда правительство осознало размах беспорядков и потенциал для его продолжения, тегеранский суд быстро предпринял меры по закрытию газеты и посадил за решетку редактора и художников (Мехрдада Гасымфара и Мана Нейестани) по обвинению в провоцировании иранских азербайджанцев, созданию беспорядков в стране и к подстрекательствам из-за границы.
Согласно Amnesty International сотни азербайджанцев были арестованы и десятки убиты. Официально Иран утверждает о 330 арестованных и 4 убитых. Согласно организации GAMOH иранских азербайджанцев было арестовано и подвергалось пыткам больше 5000 протестующих и пропало без вести 150 человек. Так как, согласно организации, иранское правительство заживо сжигало и топило в озере Урмия протестующих, количество убитых неизвестно.